# Cortes de Lisboa de 1478
É criada uma comissão inter-estamental paritária para discutir e aprovar as questões de agenda - a «Comissão de Determinadores». E pela primeira vez concebe-se a ideia de fazer funcionar o Parlamento em duas instâncias: 
- Uma composta por deputados das três ordens sociais, em igualdade numérica, mais delegados do poder supremo para tratar das questões de fundo, de âmbito nacional e interesse supra-estamental;

- Outra, constituída pelos plenários separados do Clero, Nobreza e Povo, para tratar assuntos que a cada um dizia respeito.

Esta ideia do príncipe D. João, regente na ausência do seu pai, o rei D. Afonso V, não teve efectivação imediata, porque as classes privilegiadas a boicotaram e só mais tarde se iria realizar.